# Rodéo
Pour les articles homonymes, voir Rodéo (homonymie).
 (novembre 2020).

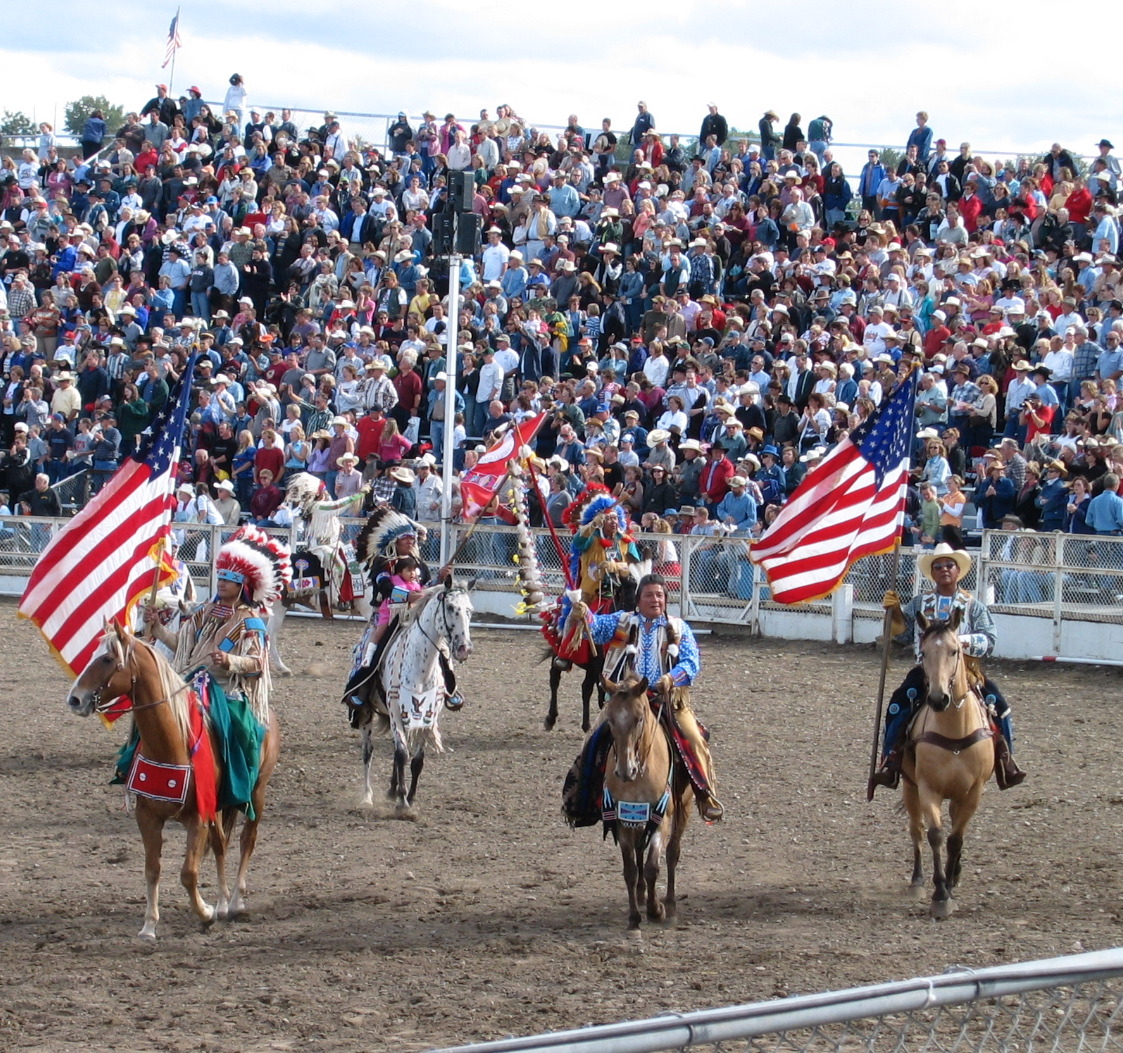
Grand entry au Pendleton Round-Up.

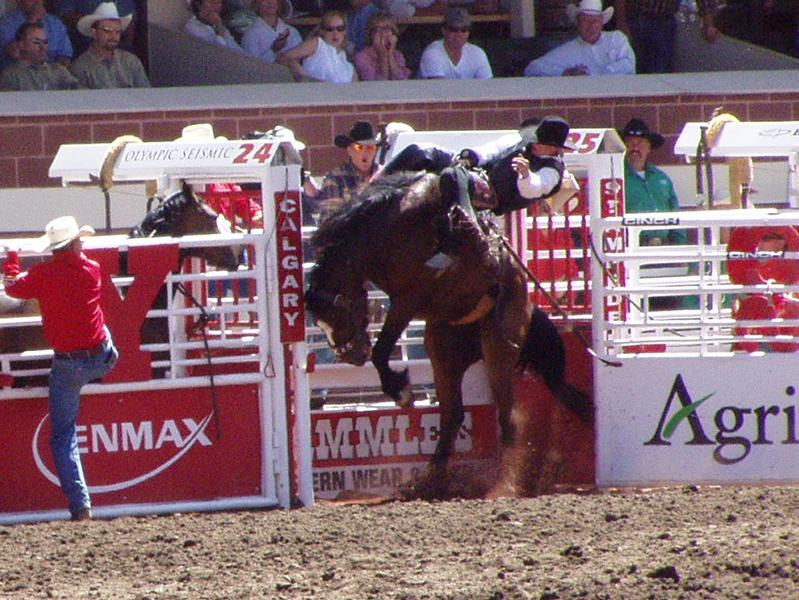
Calgary Stampede Rodéo en 2002.

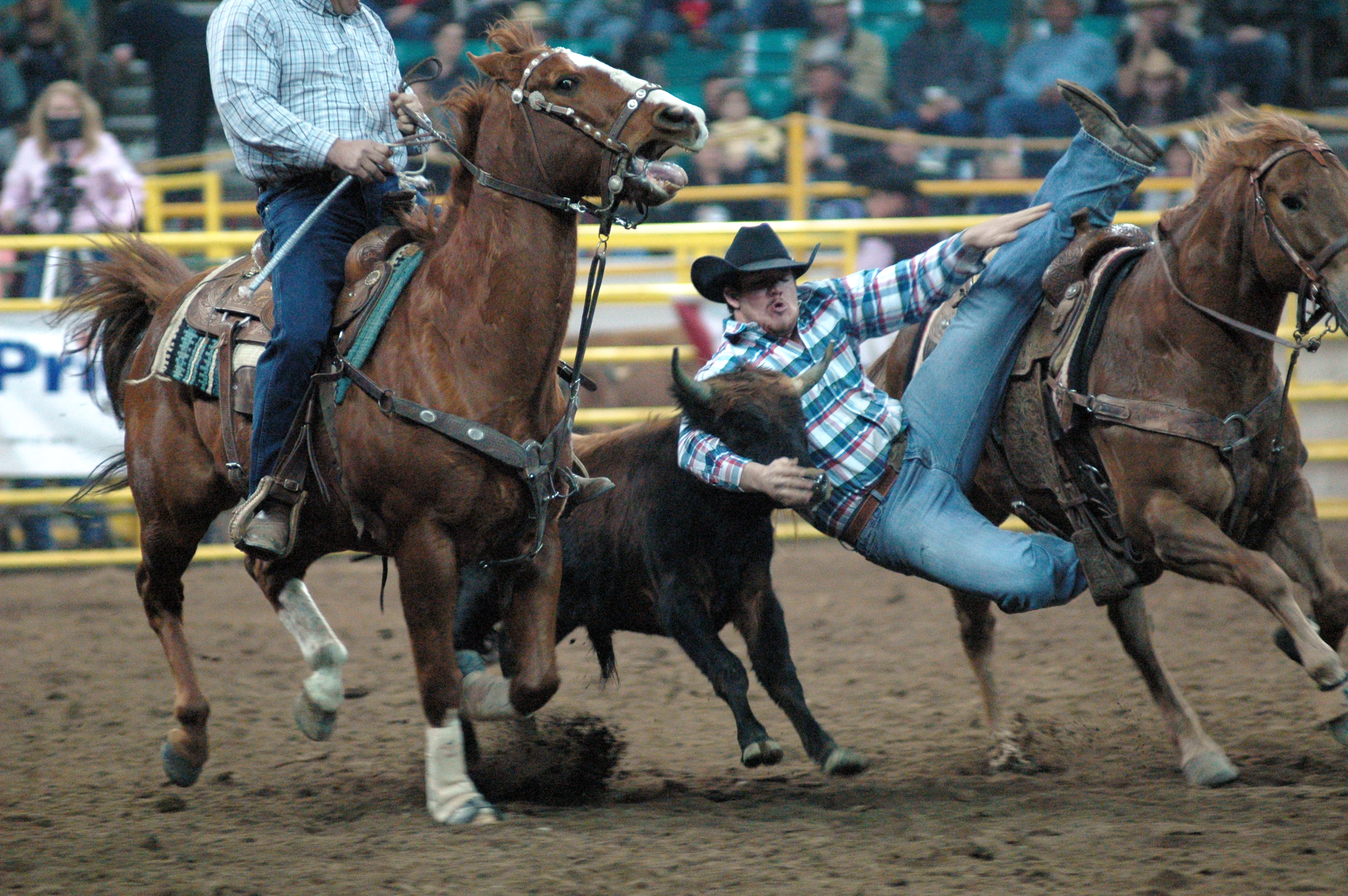
Steer wrestling.

Le rodéo est, tout à la fois, un spectacle et un événement sportif composé de différentes épreuves issues du travail des cow-boys dans les ranchs. En tant que spectacle, le rodéo débute par une cérémonie d'ouverture (grand entry) durant laquelle organisateurs et concurrents défilent à cheval avec des drapeaux, puis l'hymne national est chanté.

## Histoire
Le mot « rodéo » vient de l'espagnol rodear qui signifie « encercler, tourner autour ». À l'origine, le rodéo consiste à rassembler le bétail afin de le marquer (branding, la « ferrade » en français), de le soigner ou de le vendre. Cet événement saisonnier était l'occasion d'organiser une compétition informelle entre les participants.
- 1883 - le rodéo de Pecos au Texas est réputé pour être « la première compétition publique à avoir décerné des prix aux vainqueurs de bronc riding et de steer roping ».
- 1929 - Rodeo Association of America (RAA).
- 1936 - Cowboys Turtle Association (CTA), dirigé par le champion Everett Bowman.
- 1945 - Rodeo Cowboys Association (RCA).
- 1948 - Women's Professional Rodeo Association (WPRA)[2].
- 1959 - National Finals Rodeo (NFR).
- 1975 - Professional Rodeo Cowboys Association (PRCA).
- 1998 - Festival Western de Malartic

## Les épreuves du rodéo

### Bronc riding: La monte duchevalsauvage
La monte du cheval supposé sauvage (nommé bronco aux États-Unis) est une épreuve du rodéo dans laquelle le cavalier doit tenir huit  secondes sur le dos d'un cheval choisi et entraîné pour ses ruades.
- Saddle bronc riding : le cheval est équipé d'une selle.
- Bareback bronc riding : le cavalier monte à cru (sans selle).

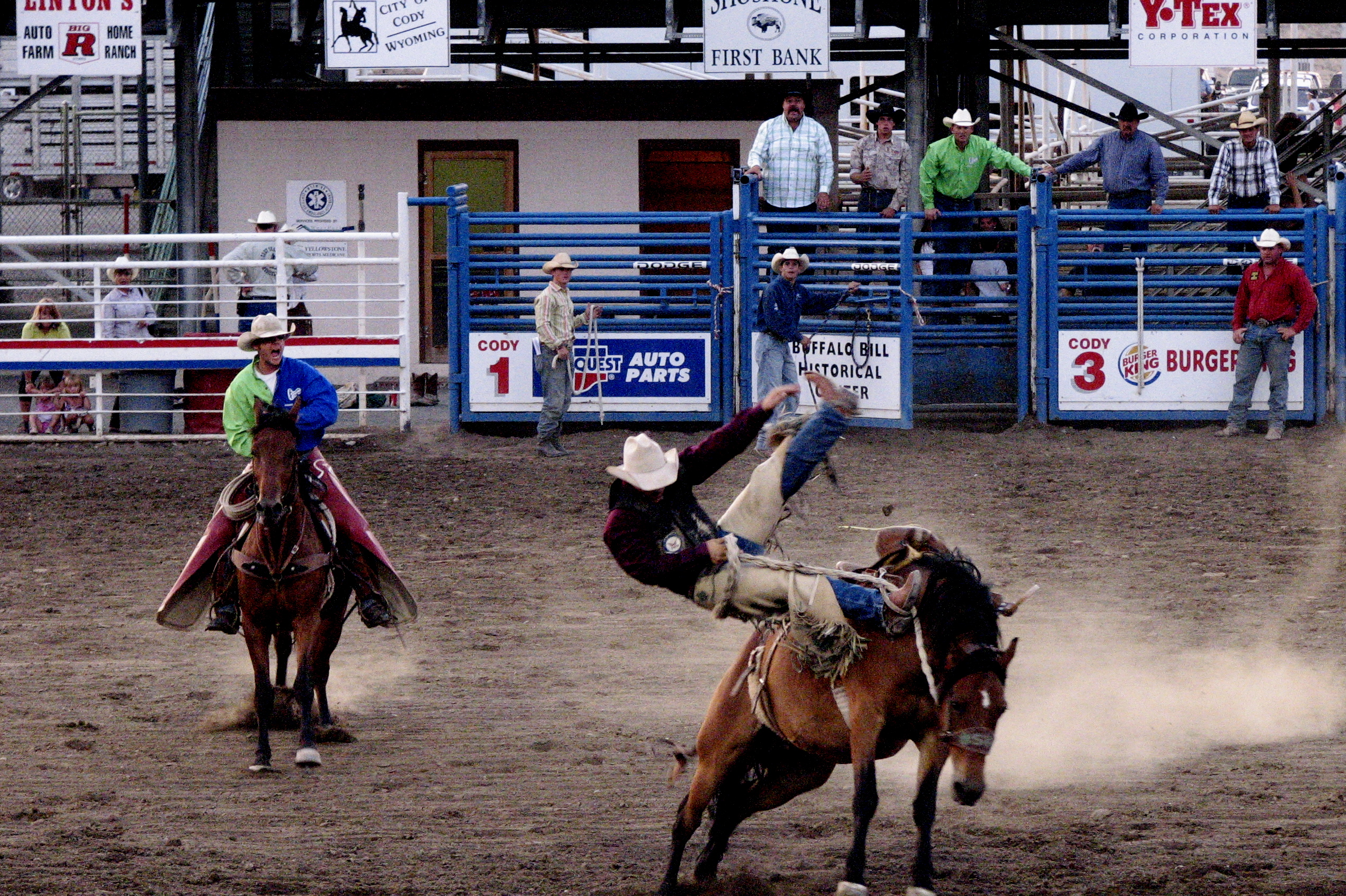
Saddle bronc.
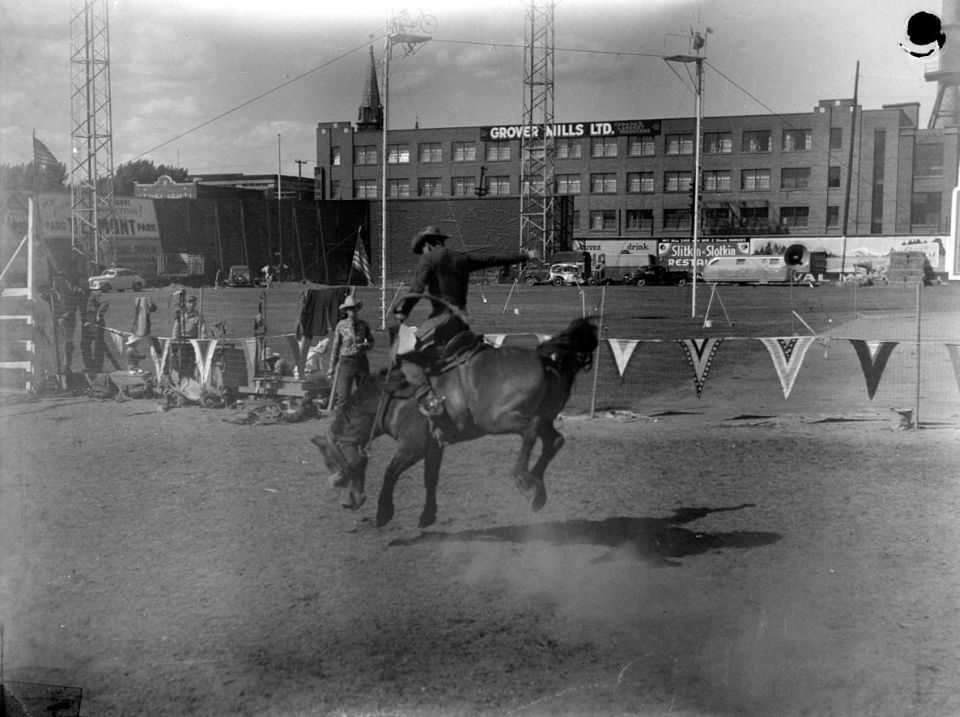
Saddle bronc.
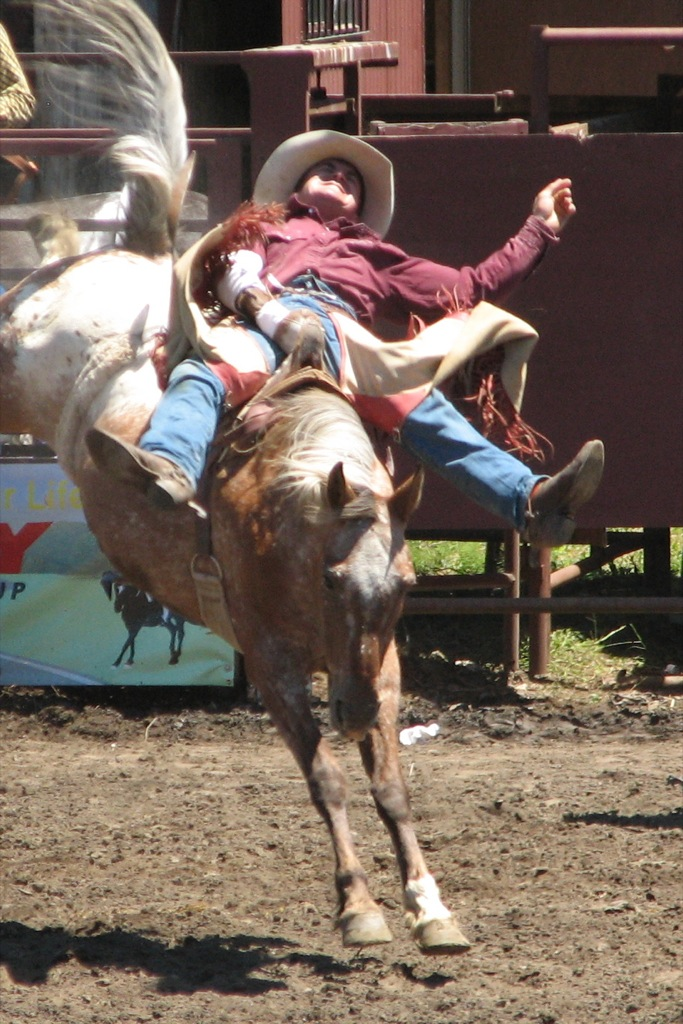
Bareback bronc.
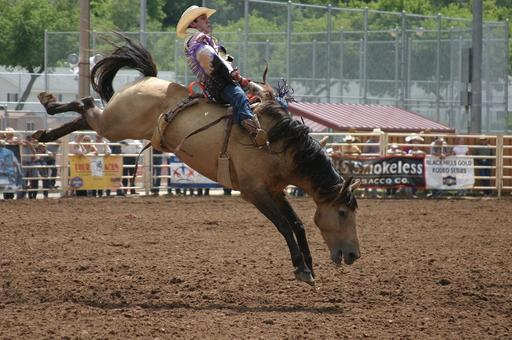
Bareback bronc.

### Bull riding: La monte du taureau
La monte du taureau est une épreuve du rodéo dans laquelle le rider doit monter un taureau, dont le bas-ventre est ceint d'une lanière de cuir lui compressant les flancs afin de l'énerver, et se tenir avec une seule main pendant huit secondes. Le rider se tient à une bullrope, corde tressée à plat, munie d'une poignée renforcée de cuir. Les taureaux sont sélectionnés, élevés et entraînés pour ce sport. Ils sont suivis comme des athlètes de haut niveau ; l'entraînement, la nutrition et le suivi vétérinaire sont pris très au sérieux par les éleveurs. Durant la « monte », le rider ne peut se toucher ni toucher le taureau de sa main libre sinon il est disqualifié. À l'issue des 8 secondes de monte réglementaire, le rider doit descendre du taureau. Un pointage est ensuite attribué au couple. Une note sur 100 points est attribuée comme suit :
- 50 points pour le rider, où sont jugés son style, son agilité et la facilité avec laquelle il est monté ;
- 50 points pour le taureau, où sont jugés sa force, sa manière de ruer et ses changements de direction.

Si le rider ne couvre pas (ne tient pas 8 secondes), une note sur 50 points est tout de même attribuée au taureau.

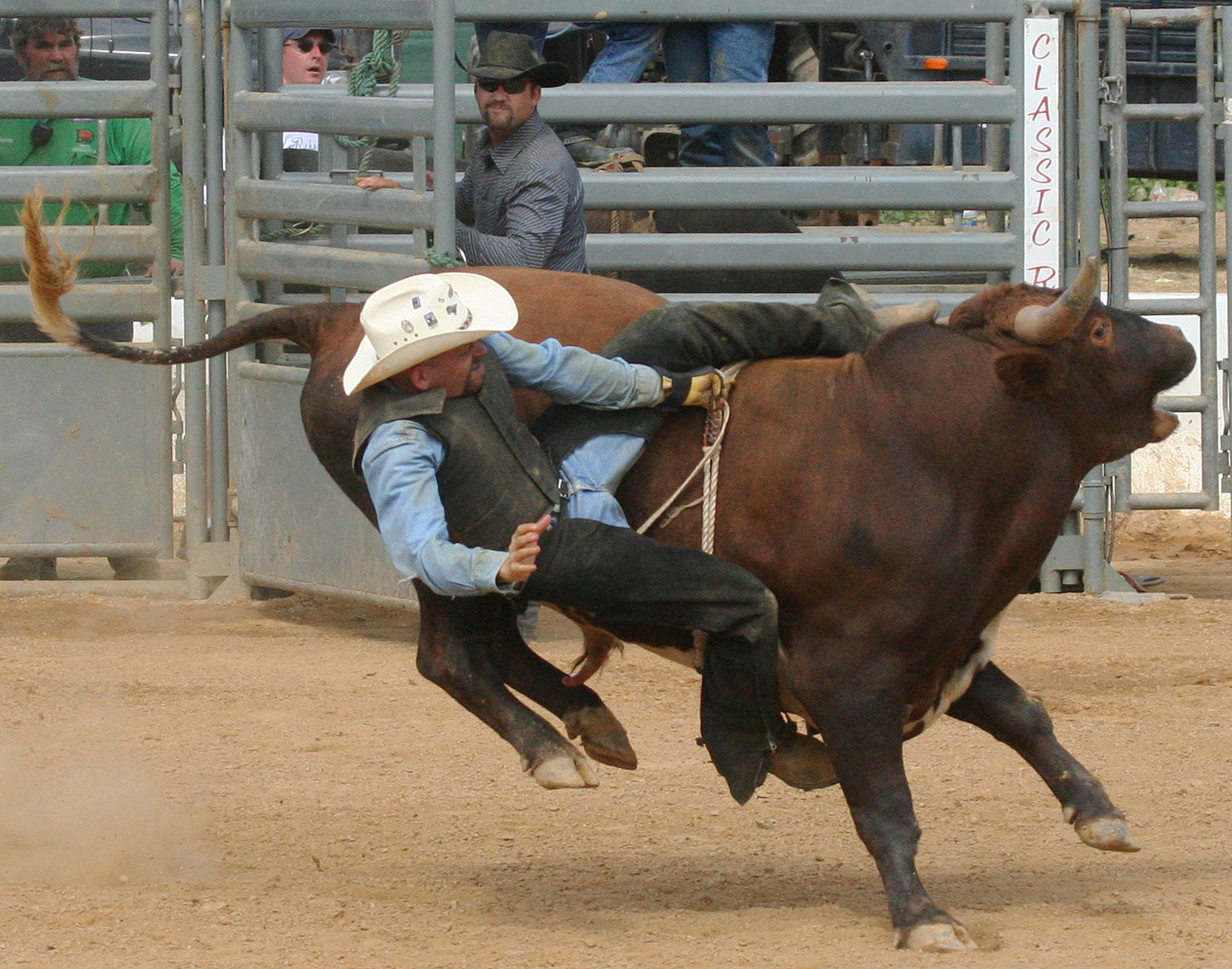
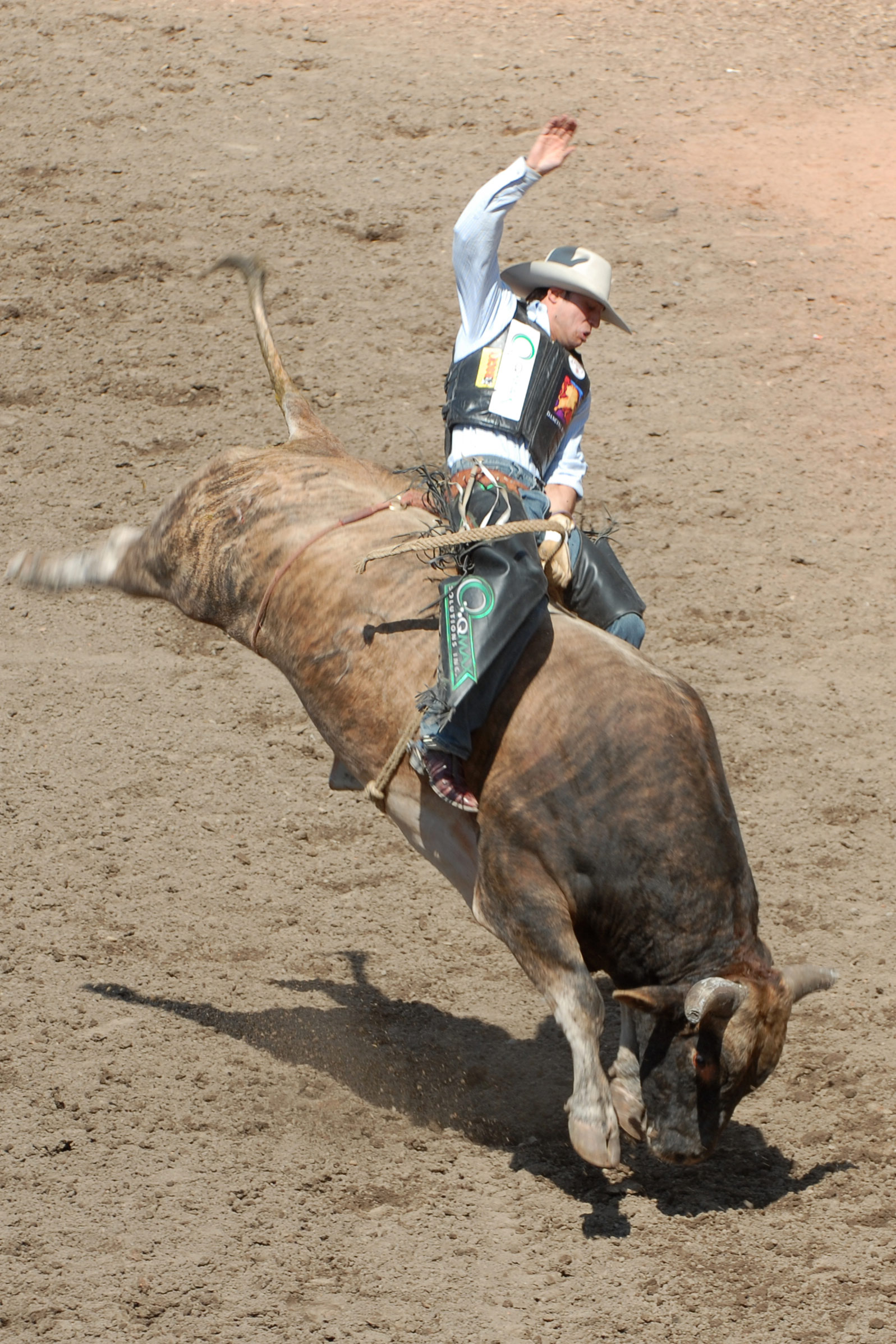
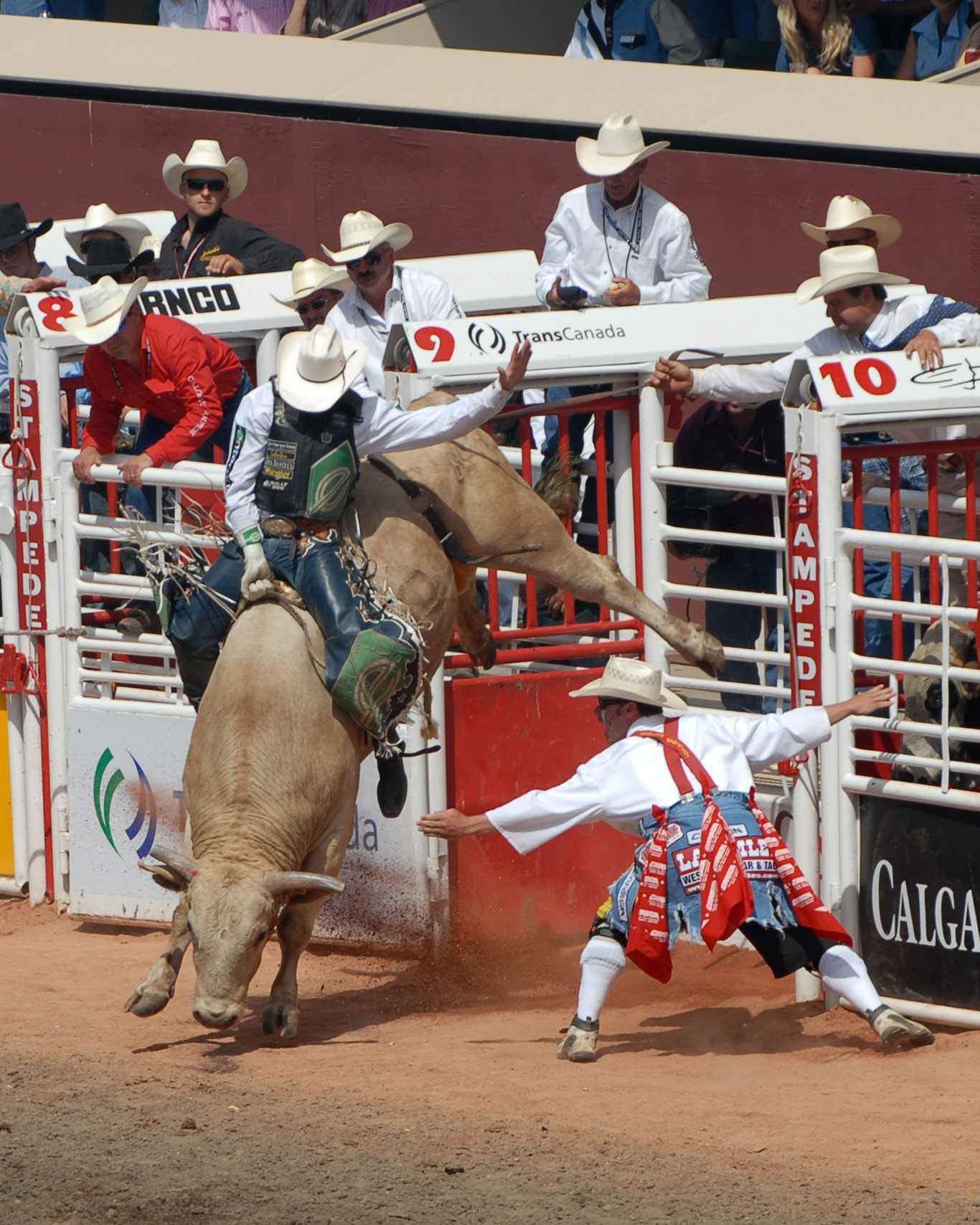

### Roping: capture du veau au lasso
De manière générale, le roping consiste à capturer un veau au lasso.
- Team roping
- Calf roping – L'une des épreuves du rodéo est la capture du veau au lasso. Il s'agit pour le compétiteur de lancer son lasso autour du cou d'un veau lancé au galop, de le faire tomber et de le ligoter en un minimum de temps. Cette épreuve du rodéo est inspirée par le travail des cow-boys lorsqu'ils devaient rattraper des veaux qui se perdaient ou qui s'enfuyaient en pleine nature.
- Steer roping

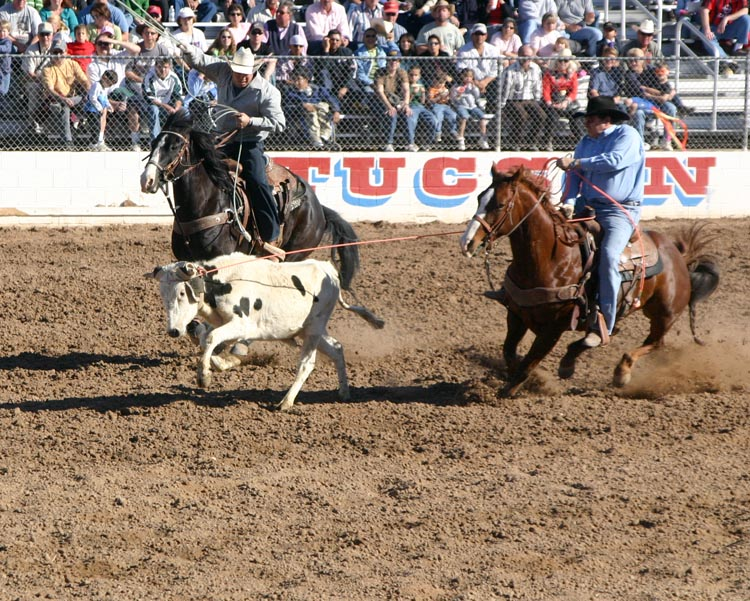
Team roping.
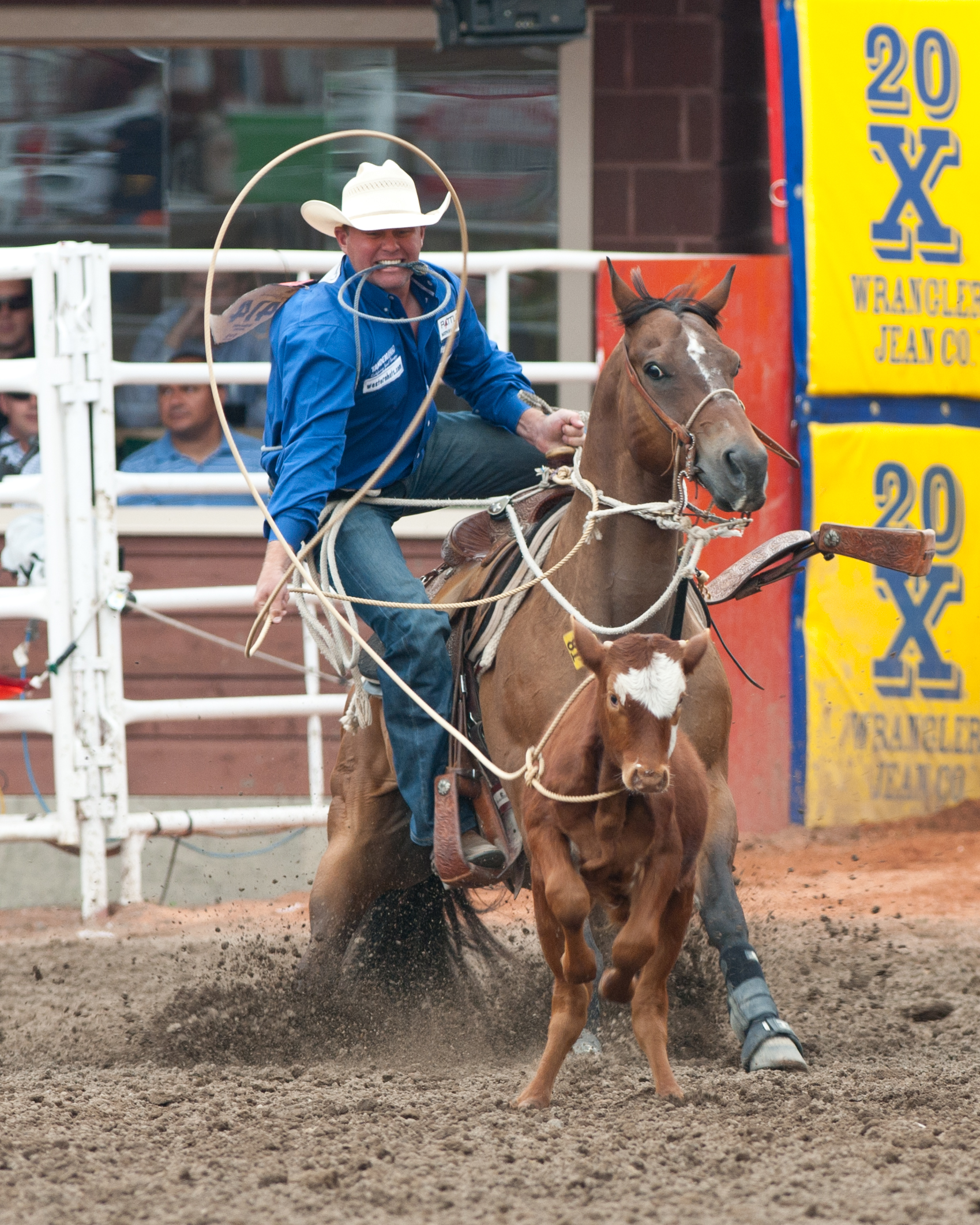
Calf roping.

### Barrel racing
Le barrel racing est une épreuve de vitesse qui consiste à courir à cheval autour de trois tonneaux selon un parcours en trèfle.

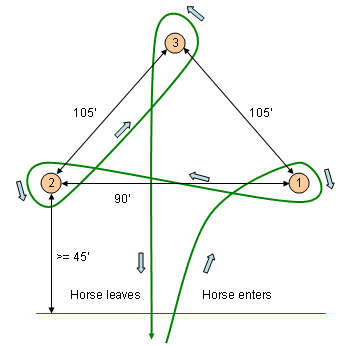

### Steer wrestling
Le « coucher du taureau (en) » (steer wrestling ou bulldogging) est une technique de rodéo inventée à la fin du XIXe siècle par un cow-boy d'origines noire et indienne, Bill Pickett (en), et intégrée comme épreuve officielle dans les rodéos de l'époque.

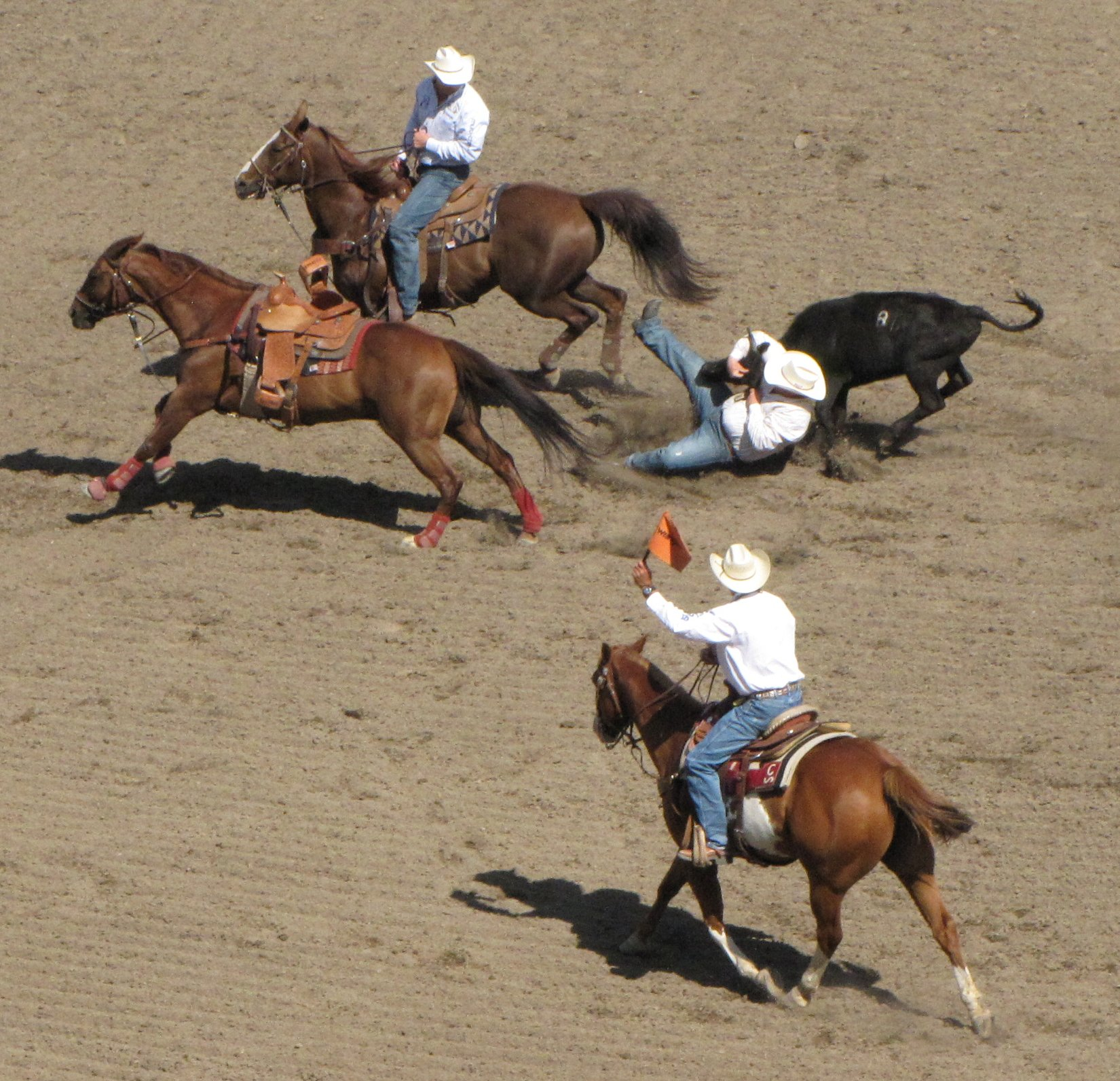
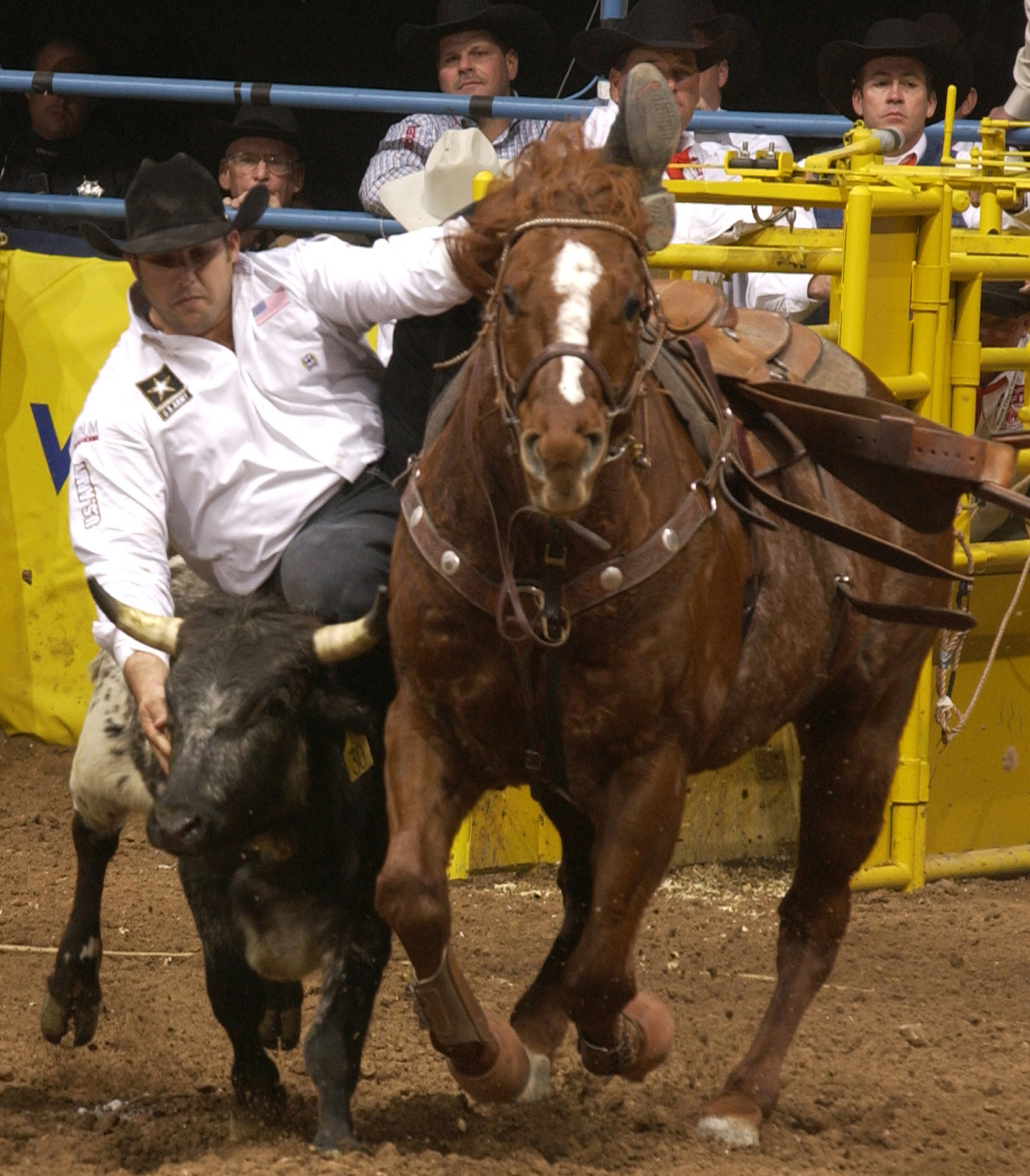

## Dans les pays d'Amérique latine
Le rodéo est un sport populaire dans les différents pays d'Amérique latine. Par exemple au Chili il est considéré comme un sport national. Il existe au Mexique un sport qui ressemble au rodéo, la Charrería.

## Accusations de maltraitance animale et poursuites judiciaires
Depuis 2017, le rodéo du Festival Western de Saint-Tite au Québec (Canada) a fait l'objet de plusieurs accusations de mauvais traitement des animaux, menant notamment à la mort d’un cheval en 2017 et à la mort d'un bouvillon en 2024.
En 2017, le professeur de droit de l’Université de droit, Me Alain Roy, a déposé une demande d’injonction contre le Festival Western de Saint-Tite à la Cour supérieure du Québec qui l’a autorisé à documenter le traitement réservé aux animaux utilisés lors des rodéos. Dans son rapport de 690 pages, l’équipe analyse les 135 heures de vidéos tournées dans 20 rodéos.
En 2022, l’organisme la Communauté Droit animalier Québec - DAQ - dépose une demande d’injonction pour interdire certaines épreuves du rodéo, notamment la prise du veau au lasso et le terrassement du bouvillon. Lors de l’épreuve de la prise du veau au lasso, les cowboys doivent attraper le veau et ligoter trois de ses pattes ensemble le plus rapidement possible. Dans l’épreuve du terrassement du bouvillon, ils projettent au sol par torsion cervicale le bouvillon. Selon l’organisme, ces activités causent de la détresse, de l’anxiété, des douleurs aiguës et une souffrance excessive aux animaux.
En avril 2023, la Cour supérieure refuse d’entendre la poursuite de la Communauté Droit animalier Québec - DAQ -, jugeant l’affaire irrecevable puisque le DAQ n’avait pas un intérêt suffisant pour agir. Le DAQ estime qu'il s'agit d'une question d’intérêt public puisque, depuis le nouveau statut juridique de l'animal en 2015, la loi québécoise applicable stipule notamment que c'est une responsabilité individuelle et collective de protéger les animaux qui ne sont plus classés comme des biens, mais plutôt des êtres sentients ayant des impératifs biologiques. Cette loi devrait protéger le bien-être et la sécurité des êtres vulnérables que sont les veaux et les bouvillons dans le cadre des activités au Festival Western de Saint-Tite, selon le président et fondateur de DAQ, Me Nicolas Morello, avocat. En 2024, l’organisme se tourne vers la Cour d'appel du Québec pour poursuivre sa bataille contre les mauvais traitements des animaux au Festival Western de Saint-Tite. Cependant, la Cour d’appel a estimé que le DAQ n’avait pas de lien direct avec le Festival et a refermé le dossier.
En juillet 2022, les quatre médecins vétérinaires experts mandatés par le ministère de l’Agriculture, des Pêcheries et de l’Alimentation (MAPAQ) pour son groupe de travail en arrivent aussi à la conclusion que la prise du veau au lasso compromet le bien-être et la sécurité des êtres animaux utilisés. Son rapport public de plus de 100 pages conclut que l’activité de la prise du veau au lasso ne permet pas d’assurer le bien-être et la sécurité des animaux utilisés, puisqu’elle les expose à de la peur de façon répétée, avec des risques importants d’anxiété, de stress aigu et chronique, et ce, malgré les modifications apportées au cours des dernières années. Le groupe de travail recommande l’arrêt de l’activité.
En mai 2024, le Festival Western de Saint-Tite confirme qu’un bouvillon est mort lors de l’épreuve du terrassement du bouvillon. Le Dr Jean-Jacques Kona-Boun, médecin vétérinaire, qui a analysé des centaines d’heures d’enregistrement de rodéos et a rédigé un rapport concernant le stress vécu par les animaux lors des rodéos, n’est pas surpris qu’un animal soit mort. Cette épreuve impose un stress énorme sur la colonne vertébrale cervicale, selon le médecin vétérinaire. Il considère qu’on ne peut pas parler d’un accident parce que c’est un danger connu et rapporté à plusieurs reprises par des experts indépendants et par les experts du MAPAQ,,.
En mai 2025, le DAQ poursuit le MAPAQ pour son inaction dans le dossier des rodéos. Cette poursuite fait suite à un signalement de plus de 900 pages en mars 2025.